# PGC 2140191
LEDA/PGC 2140191 ist eine Galaxie im Sternbild Corona Borealis am Nordsternhimmel. Sie ist schätzungsweise 892 Millionen Lichtjahre von der Milchstraße entfernt und hat einen Durchmesser von etwa 120.000 Lichtjahren. Vom Sonnensystem aus entfernt sich das Objekt mit einer errechneten Radialgeschwindigkeit von näherungsweise 19.800 Kilometern pro Sekunde.
Im selben Himmelsareal befinden sich unter anderem die Galaxien PGC 57994, PGC 2131245, PGC 2136877, PGC 2145352.